# Edmonton (Kentucky)
Edmonton is een plaats (city) in de Amerikaanse staat Kentucky, en valt bestuurlijk gezien onder Metcalfe County.

## Demografie
Bij de volkstelling in 2000 werd het aantal inwoners vastgesteld op 1586.
In 2006 is het aantal inwoners door het United States Census Bureau geschat op 1620, een stijging van 34 (2.1%).

## Geografie
Volgens het United States Census Bureau beslaat de plaats een oppervlakte van
7,5 km², waarvan 7,4 km² land en 0,1 km² water. Edmonton ligt op ongeveer 252 m boven zeeniveau.

## Plaatsen in de nabije omgeving
De onderstaande figuur toont nabijgelegen plaatsen in een straal van 32 km rond Edmonton.